# Доди ал-Файед
Има́д ад-Дийн Муха́ммед Абд ал-Мунеим ал-Фа́йед (на арабски: عماد الدين محمد عبد المنعم الفايد; на английски: Emad El-Din Mohamed Abdel Moneim Al-Fayed), повече известен като Доди ал Файед, е египетски и британски бизнесмен, продуцент и консултант на филми.

## Биография
Роден е в Александрия, Египет на 15 април 1955 г., най-възрастният син в семейството. Баща му е милиардерът Мохамед Ал-Файед (р. 1929) – египетски, британски и понастоящем (след смъртта на Доди) швейцарски бизнесмен, бивш собственик на веригата магазини Harrods, футболния клуб „Фулъм“ (Лондон), както и на хотел „Риц“ в Париж. Майка му Самира Хашуги (1935 – 1986) е сестра на Аднан Хашуги (р. 1935) – милиардер от Саудитска Арабия.
Файед учи във френския католически среден колеж за момчета „Сен Марк“ в Александрия, в института „Льо Розе“ (Institut Le Rosey) в кантон Во в Швейцария, в Кралската военна академия „Сандхърст“. След като завършва своето образование, работи като аташе в посолството на Обединените арабски емирства в Лондон. Работи и във фирмата на баща си Harrods.
През 1986 г. Файед се жени за манекенката Сузан Грегард, но се развеждат 8 месеца по-късно. Сгодява се с американската манекенка Кели Фишър.
През юли 1997 г. медии разкриват за романтичната връзка на Доди Ал-Файед с принцеса Даяна. На 31 август същата година те загиват при автомобилна катастрофа в тунел в Париж. Неговият баща Мохамед ал-Файед твърди, че са убити от британските тайни служби.